# Cristian Bartha
Cristian Andrei Bartha (ur. 29 listopada 1985 w Bukareszcie) – rumuński siatkarz, grający na pozycji rozgrywającego. 

## Sukcesy klubowe
Mistrzostwo Rumunii:
- 2016, 2018[3]
- 2017, 2019, 2022[4]
- 2021

Puchar Rumunii:
- 2018

Superpuchar Rumunii:
- 2021